# Papilio cyproeofila
Papilio cyproeofila е вид пеперуда от семейство Лястовичи опашки (Papilionidae). Видът не е застрашен от изчезване.

## Разпространение и местообитание
Разпространен е в Гана, Гвинея, Гвинея-Бисау, Екваториална Гвинея, Камерун, Кот д'Ивоар, Нигерия, Сиера Леоне и Централноафриканска република.
Обитава гористи местности, крайбрежия и плажове.